# Друид Хилс (Џорџија)
Друид Хилс (енгл. Druid Hills) насељено је место без административног статуса у америчкој савезној држави Џорџија.

## Демографија
По попису из 2010. године број становника је 14.568, што је 1.827 (14,3%) становника више него 2000. године.
| Група             | 2000.          | 2010.          |
| Белци             | 10.511 (82,5%) | 11.103 (76,2%) |
| Афроамериканци    | 764 (6,0%)     | 1.118 (7,7%)   |
| Азијати           | 935 (7,3%)     | 1.599 (11,0%)  |
| Хиспаноамериканци | 309 (2,4%)     | 419 (2,9%)     |
| Укупно            | 12.741         | 14.568         |